# 킬링 곡선

마우나로아에서 관측한 CO_{2} 농도 곡선

킬링 곡선(Keeling Curve)은 1958년부터 지구 대기의 이산화탄소양을 나타낸 그래프이다. 찰스 데이비드 킬링의 이름을 따 지어졌으며 암살을 뜻하는 killing과는 무관하다. 찰스 데이비드 킬링은 1958년부터 남극과 마우나로아에서 이산화탄소의 매일 측정해왔다. 이산화탄소 농도의 변동이 계절적인 변동을 넘어서, 매년 증가하는 것을 발견하였다. 킬링이 2005년 죽었지만 계속 매일 이산화탄소 농도를 측정하고 있다.

## 같이 보기
- 파리 협정 (2015년)